# Aéroport Charles-de-Gaulle 2 TGV (métro de Paris)
Pour les articles homonymes, voir Charles de Gaulle (homonymie).
Ne doit pas être confondu avec Gare de l'aéroport Charles-de-Gaulle 2 TGV.
Aéroport Charles-de-Gaulle 2 TGV est une future station du métro de Paris qui sera située le long de la ligne 17 au Mesnil-Amelot, en Seine-et-Marne. Destinée à être ouverte à l'horizon 2030, elle desservira un terminal de l'aéroport de Paris-Charles-de-Gaulle. Elle devrait voir passer 40 000 voyageurs par jour.

## Histoire
La station comportera une œuvre de Kapwani Kiwanga, en cooperation avec l'architecte Daniel Jongtien. Il s'agira de grands rideaux métalliques dorés de forme courbe évoquant le soleil.

### Construction
Les travaux préparatoires de construction de la station et des voies de service débutent en novembre 2022.

## Projets
Elle pourrait ultérieurement (2040) devenir le terminus nord-est de la ligne 19 du métro de Paris.